# Евфразиева базилика
Евфразиева базилика — раннехристианская базилика в городе Пореч (Хорватия). Кроме собственно базилики в архитектурный комплекс входят также сакристия, баптистерий, епископская резиденция и колокольня. Весь комплекс представляет собой один из наиболее ценных образцов византийского искусства в регионе. В 1997 году включён в Список Всемирного наследия ЮНЕСКО. Действующий католический храм, кафедральный собор епархии Пореч-Пула, официальное название — собор
Успения Пресвятой Девы Марии.

## История

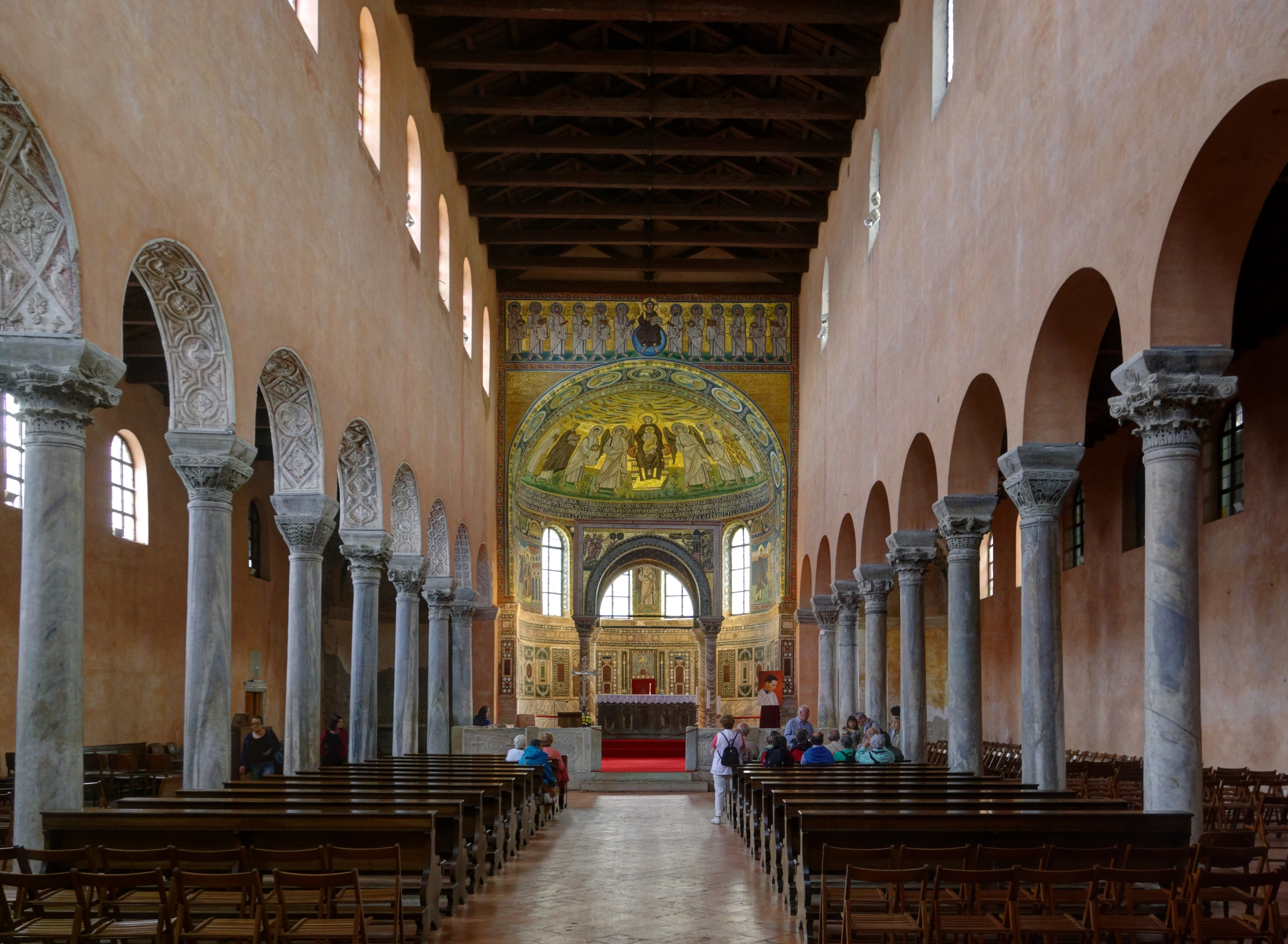
Центральный неф и киворий

Епархия в Порече принадлежит к числу древнейших на Адриатике и была основана на стыке III и IV веков. Первая часовня на месте современной базилики, посвящённая святому Мавру, покровителю Пореча, была построена во второй половине IV столетия. Вскоре после возведения часовня была перестроена в церковь с одним нефом и одним боковым приделом. Напольная мозаика из этого храма сохранилась до наших дней и находится сейчас в саду базилики. Примечательно изображение рыбы на этой мозаике, бывшее одним из наиболее известных раннехристианских символов.
В 539 году Пореч перешёл под контроль Византии. Современная базилика, посвящённая Пресвятой Богородице, была сооружена в VI веке при епископе Евфразии, по имени которого базилика стала именоваться в дальнейшем. Базилика была возведена на месте старой церкви, находившейся в полуразрушенном состоянии после набегов готских племён. Всего возведение базилики заняло около 10 лет. Для строительства использовались в том числе и фрагменты старой церкви. Настенные мозаики были выполнены византийцами, напольные мозаики в византийском стиле — местными мастерами. Евфразий изображён на одной из мозаик апсиды рядом со св. Мавром с моделью базилики в руках.
После землетрясения 1440 года базилика была частично разрушена, некоторое время пребывала в запустении, службы здесь прекратились. В XVIII веке здание реконструировали, привнеся в архитектуру ряд барочных черт. Во время ещё одной реконструкции в XX веке более поздние барочные элементы были удалены.

## Архитектура

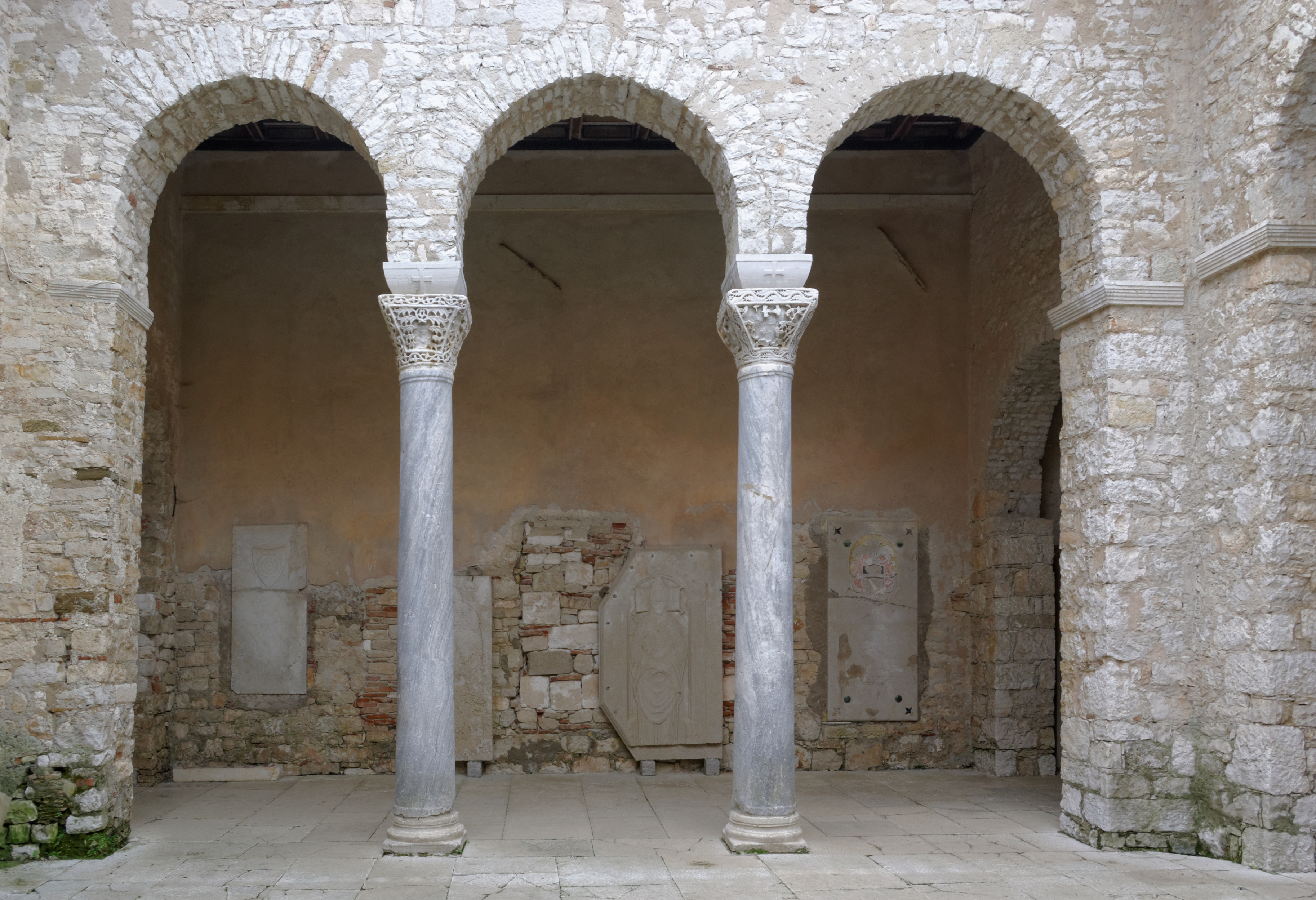
Атриум

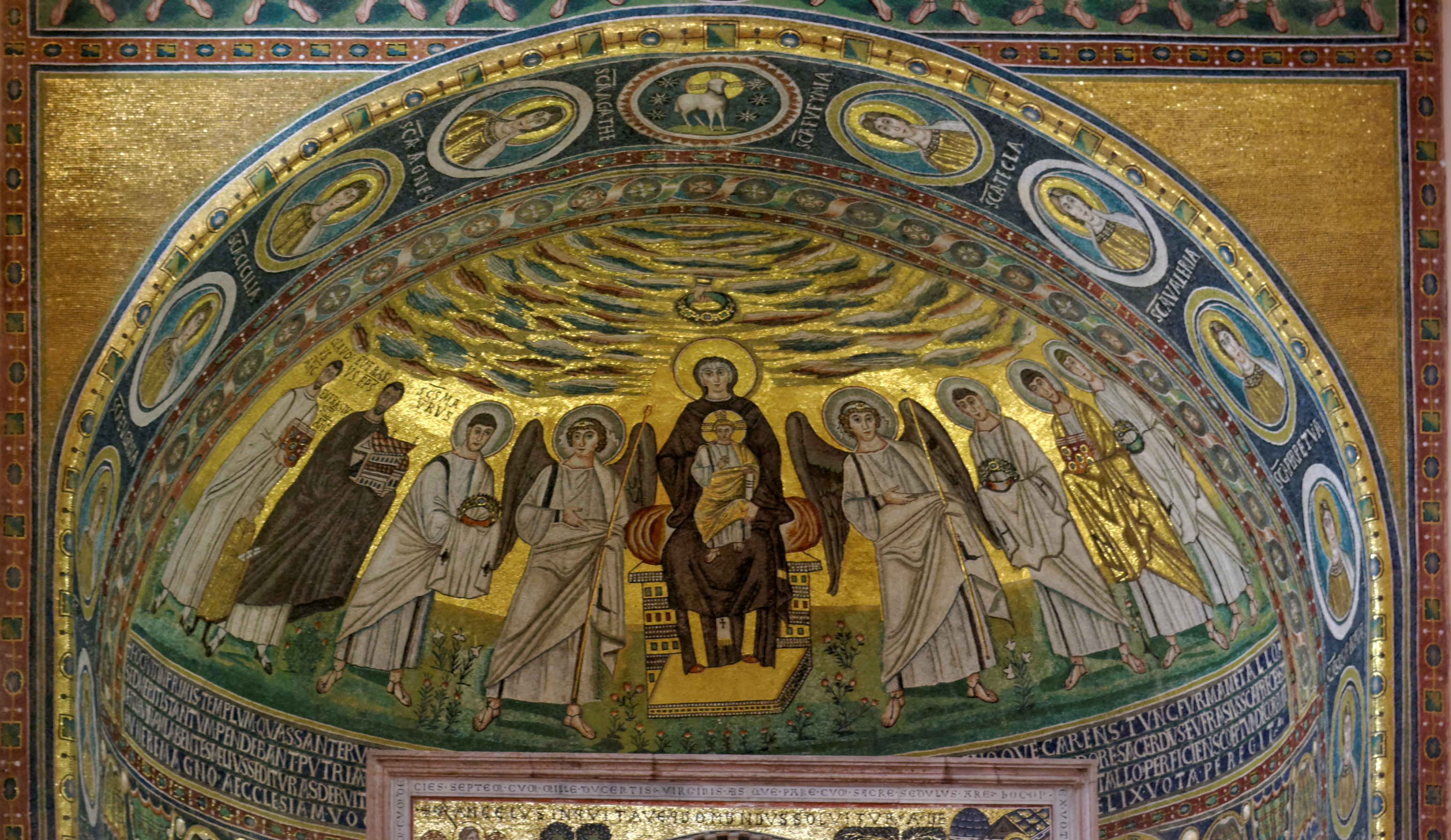
Мозаика на своде апсиды

Ефразиева базилика — трёхнефный храм, два боковых нефа отделены от центрального колоннадами из 18 греческих колонн с богато украшенными византийскими и романскими капителями. На каждой колонне изображена монограмма св. Евфразия. Арки между капителями украшены фресками. В капелле рядом с сакристией хранятся мощи ряда святых, в том числе святого Мавра.
Над алтарной частью находится богато украшенный мраморный киворий, созданный в 1277 году по заказу епископа Отто. Балдахин, декорированный мозаикой, поддерживается четырьмя мраморными колоннами VI века, до 1277 года бывших частью старого кивория. На фронтальной стороне кивория изображена сцена Благовещения. В XV веке епископ Иоанн заказал для алтаря базилики в Италии чеканный рельеф в стиле ренессанс, выполненный из позолоченного серебра. Полиптих венецианского художника Антонио Виварини относится к тому же периоду. Картина с изображением Тайной вечери написана Пальмой Младшим.
Передняя стена апсиды обрамлена мозаичной лентой, содержащей хвалу Евфразию и его работе. Задняя часть апсиды декорирована каменными плитами с перламутровыми инкрустациями. В апсиде находится епископский трон, окружённый канделябрами.
Другими элемента комплекса являются восьмиугольный баптистерий и епископский дворец, возведённые в VI веке одновременно с базиликой, атриум с древними могильными плитами и колокольня XVI века. На колокольню разрешён подъём.

## Мозаики

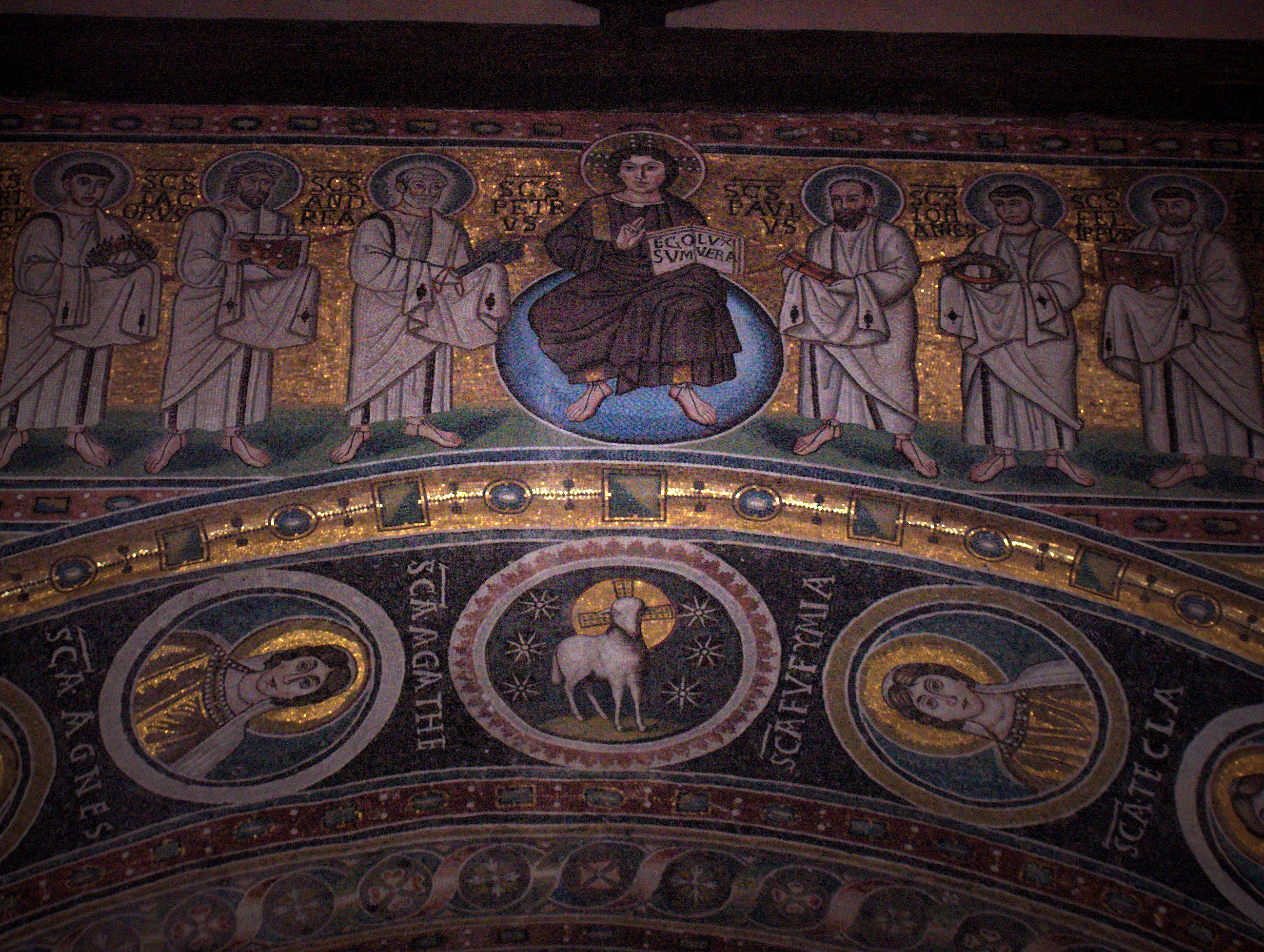
Мозаики триумфальной арки

Наиболее ценным достоянием базилики являются мозаики, выдающийся образец византийского искусства VI века.
На мозаике триумфальной арки над апсидой изображён Христос, держащий раскрытую книгу с текстом «Я свет истинный» и апостолы. Ниже расположены мозаичные медальоны с изображением Агнца и портреты 12 мучениц. Свод над апсидой украшен мозаикой, изображающей Марию с Младенцем, восседающих на небесном троне. По бокам находятся изображения ангелов и местных святых, в том числе святого Мавра, архидиакона Клавдия, епископа Евфразия. Все фигуры изображены стоящими на цветочном лугу.
Большие мозаики между окнами апсиды изображают сцены Благовещения и Посещения. Между ними расположен ряд меньших, с изображениями Младенца-Христа и ряда мучеников (свв. Косма и Дамиан, св. Урс и св. Север).